# Schagen
Schagen – miasto i gmina w północno-zachodniej Holandii (prowincja Holandia Północna). Liczy ok. 19 tys. mieszkańców (2008 r.).